# Mallex Smith
Mallex Lydell Smith (né le 6 mai 1993 à Tallahassee, Floride, États-Unis) est un joueur de champ extérieur des Rockies du Colorado de la Ligue majeure de baseball.

## Carrière
Repêché par les Brewers de Milwaukee au 13e tour de sélection en 2011, puis au 5e tour de sélection en 2012 par les Padres de San Diego, Mallex Smith signe son premier contrat professionnel avec ces derniers. Il commence sa carrière professionnelle en 2012 dans les ligues mineures et évolue trois saisons avec des clubs affiliés aux Padres.
Le 19 décembre 2014, San Diego échange Mallex Smith, le lanceur gaucher Max Fried et les joueurs de champ intérieur Jace Peterson et Dustin Peterson aux Braves d'Atlanta, en retour du voltigeur étoile Justin Upton et du lanceur droitier Aaron Northcraft.
Mallex Smith fait ses débuts dans le baseball majeur avec les Braves d'Atlanta le 11 avril 2016. Il maintient une moyenne au bâton de ,238 avec 3 circuits et 16 buts volés en 72 matchs des Braves en 2016.
Le 11 janvier 2017, les Braves l'échangent aux Mariners de Seattle en compagnie du lanceur droitier Shae Simmons, pour obtenir en retour les lanceurs gauchers de ligues mineures Luiz Gohara et Thomas Burrows. Le même jour, les Mariners transfèrent Smith et deux joueurs des mineures (le joueur de champ intérieur Carlos Vargas et le lanceur gaucher Ryan Yarbrough) aux Rays de Tampa Bay pour le lanceur partant gaucher Drew Smyly.